# Prawybory

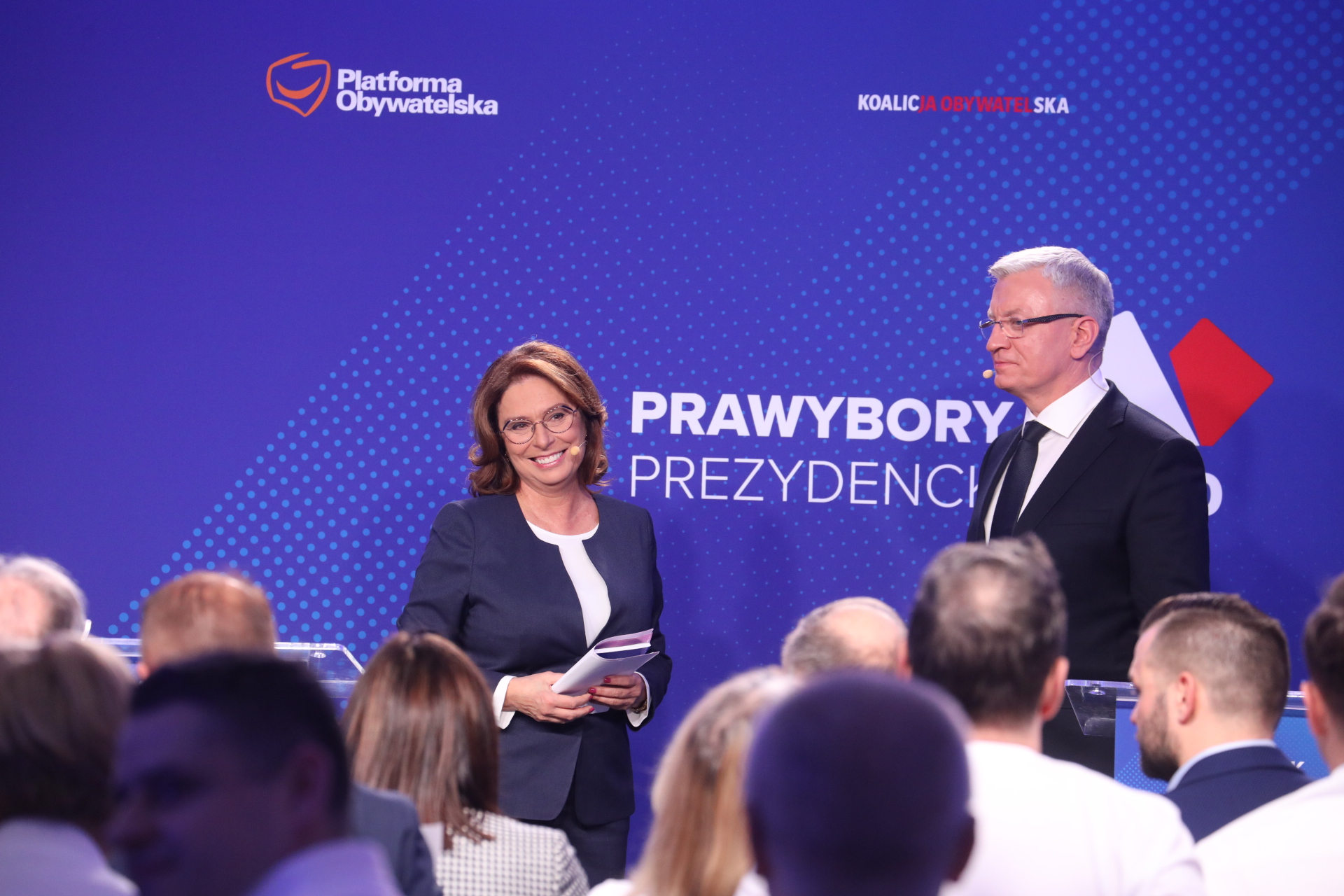
Debata przed prawyborami Platformy Obywatelskiej w 2019

Prawybory – wybory wstępne, których wynik może być niewiążący lub wiążący w późniejszych właściwych wyborach. Służą do zbadania opinii publicznej lub wyłonienia kandydatów mogących startować w późniejszych wyborach właściwych. Ich znaczenie jest uzależnione od ordynacji wyborczej i w wielu systemach politycznych (np. w USA) jest to część procedury wyborczej.
W Polsce prawybory nie są wprowadzone do ordynacji wyborczej. Organizowane były jako sondaż przedwyborczy na terenie miasta i gminy Września w województwie wielkopolskim.
Pierwsze w Polsce otwarte oraz odpłatne prawybory, wzorowane na prawyborach Partii Republikańskiej w USA, zorganizowała Konfederacja Wolność i Niepodległość, a ich celem było wyłonienie kandydata tejże partii w wyborach prezydenckich w 2020 roku.